# Tournoi de La Haye de judo
Le Tournoi de la Haye est une compétition de judo organisée annuellement à l'automne. Ce tournoi est un événement majeur dans le calendrier international du fait de son label « Grand Prix ».

## Palmarès masculin
| Grand Prix | Grand Prix            | Grand Prix             | Grand Prix           | Grand Prix    | Grand Prix        | Grand Prix        | Grand Prix   |
| Année      | -60 kg                | -66 kg                 | -73 kg               | -81 kg        | -90 kg            | -100 kg           | +100 kg      |
| ---------- | --------------------- | ---------------------- | -------------------- | ------------- | ----------------- | ----------------- | ------------ |
| 2017       | Bekir Ozlu            | Baskhuu Yondonperenlei | Khadbaatar Narankhuu | Ivan Vorobev  | Aleksandar Kukolj | Kazbek Zankishiev | Roy Meyer    |
| 2018       | Amartuvshin Dashdavaa | Vazha Margvelashvili   | Musa Mogushkov       | Ivailo Ivanov | Aleksandar Kukolj | Peter Paltchik    | Yakiv Khammo |

## Palmarès féminin
| Grand Prix | Grand Prix      | Grand Prix         | Grand Prix    | Grand Prix    | Grand Prix   | Grand Prix        | Grand Prix        |
| Année      | -48 kg          | -52 kg             | -57 kg        | -63 kg        | -70 kg       | -78 kg            | +78 kg            |
| ---------- | --------------- | ------------------ | ------------- | ------------- | ------------ | ----------------- | ----------------- |
| 2017       | Daria Bilodid   | Distria Krasniqi   | Nora Gjakova  | Juul Franssen | Kim Polling  | Guusje Steenhuis  | Tessie Savelkouls |
| 2018       | Maryna Cherniak | Charline Van Snick | Terumi Otsuji | Yang Junxia   | Sally Conway | Antonina Shmeleva | Maryna Slutskaya  |